# Periferia del Egeo Meridional
La periferia del Egeo Meridional (en griego: Περιφέρεια Νοτίου Αιγαίου, romanizado: Periféreia Notíou Aigaíou) es una de las 13 periferias de Grecia. Se halla en el sureste del país y se compone por islas ubicadas en el mar Egeo. Entre ellas se encuentra el archipiélago Dodecaneso. Su capital es Ermúpoli, situada en la isla de Siros, mientras que el centro económico, social y turístico es la isla de Rodas. En el año 2021 contaba con una población de 327 820 habitantes.

## Administración
La Región del Egeo Meridional fue establecida en la reforma administrativa de 1987. Desde el plan Calícrates de 2010, los poderes y autoridad fueron redefinidos y extendidos. Al igual que la periferia del Egeo Septentrional, es supervisada por la Administración Descentralizada con sede en El Pireo, aunque su capital siga siendo Hermópolis (Ermúpoli).
Antes de la reforma, la región se dividía en dos prefecturas: Cícladas con capital en Hermópolis y Dodecaneso con capital en la ciudad de Rodas. Sin embargo, desde el 1 de enero de 2011 se divide en 13 unidades periféricas con sede en las mayores islas:
- Andros
- Ceos-Citnos
- Kálimnos
- Karpatos
- Kos
- Milos
- Miconos
- Naxos
- Paros
- Rodas
- Siros
- Santorini
- Tinos

El gobernador de la periferia es Ioannis Majeridis desde el 1 de junio de 2011, electo por las elecciones administrativas locales de 2010 por el Movimiento Socialista Panhelénico.

## Mayores ciudades
- Hermópolis (Ερμούπολη)
- Ialisós (Ιαλυσός)
- Kalitea o Kalithea (Καλλιθέα)
- Kálimnos (Κάλυμνος)
- Cos (Κως)
- Miconos (Μύκονος)
- Naxos (Νάξος)
- Paros (Πάρος)
- Petaludes (Πεταλούδες)
- Rodas (Ρόδος)
- Santoríni (Σαντορίνη)